# Théorie du Heartland
Pour les articles homonymes, voir Heartland.
 (février 2012).
Si vous disposez d'ouvrages ou d'articles de référence ou si vous connaissez des sites web de qualité traitant du thème abordé ici, merci de compléter l'article en donnant les références utiles à sa vérifiabilité et en les liant à la section « Notes et références ».

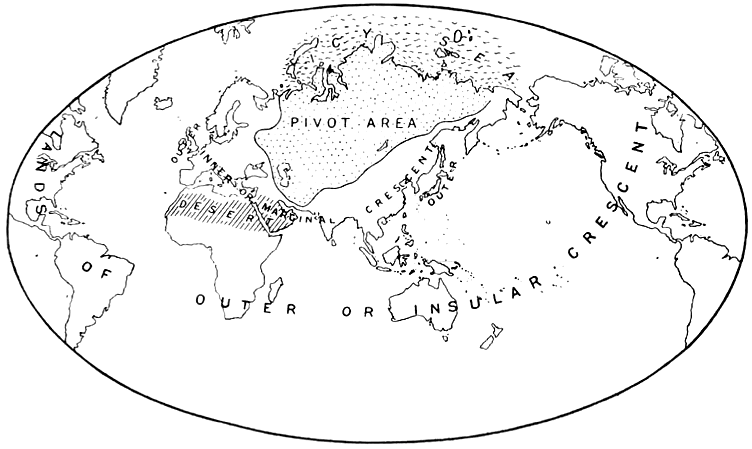
Carte du heartland rédigée par Halford John Mackinder

La théorie du Heartland est le nom donné à une analyse géopolitique de l'histoire du monde qui est proposée par le géographe britannique Halford John Mackinder en 1904 dans son article The Geographical Pivot of History (Le pivot géographique de l'histoire).
Selon Mackinder, le monde est comparable à un océan mondial où se trouve l'Île Monde (« world island ») composée de l'Asie, de l'Europe et de l'Afrique. Autour d'elle se trouvent les grandes îles (« outlying island ») : l'Amérique, l'Australie, le Japon et les Îles britanniques. Celui qui contrôle le pivot mondial (« heartland ») commande l'Île Monde ; celui qui tient l'Île Monde tient le monde.

## Histoire
Le géographe Halford John Mackinder s'intéresse à la fin du XIXe siècle au rapport entre la géographie d'un pays et sa stratégie de puissance. Fortement empreint de darwinisme géographique, Mackinder s'inspire du déterminisme scientifique de la géopolitique allemande. Il soumet en 1904 à la Royal Geographical Society un article, The Geographical Pivot of History, qui présente une théorie des relations internationales qui s'inscrit dans le sillon de l'école réaliste.

## Pensée

### Tripartition du monde
Mackinder proposait une division de l'espace terrestre en trois parties. La World-Island (Île Monde) est l'Eurasie, qui est le continent le plus riche et le plus peuplé. Il y a ensuite les offshore islands, désignant les Archipels britanniques et japonais, qui se trouvent à proximité de l'Île Monde et sont ou ont vocation à acquérir une grande puissance politique. Enfin, il y a les outlying islands (îles périphériques) sont les territoires éloignés, tels que l'Amérique du Nord, l'Amérique du Sud et l'Australie.
Le Heartland se trouve au centre de l'Île Monde et s'étend de la Volga au Yangtze, et de l'Himalaya à l'Arctique. À l'époque, il était occupé principalement occupé par l'Empire russe et s'agit pour Mackinder du territoire le plus fertile et stratégiquement le plus important du monde.  

### Importance stratégique de l'Europe de l'Est
Mackinder réfute l'idée selon laquelle les puissances maritimes, telles que l'Empire britannique, puissent dominer le monde éternellement et soutient que l'amélioration des transports fortifie les puissances continentales et dynamise leur économie en renforçant le poids du Heartland. 
En 1919, Mackinder résuma sa théorie avec les vers suivants :
« Who rules East Europe commands the Heartland » (« Qui contrôle l'Europe de l'Est contrôle l'Heartland ;)
« who rules the Heartland commands the World-Island »; (« Qui contrôle l'Heartland contrôle l'Île Monde » ;)
« who rules the World-Island controls the world. » (« Qui contrôle l'Île Monde contrôle le monde. »)
Le pouvoir qui contrôlerait l'Île Monde contrôlerait environ 50 % des ressources mondiales. La taille du Heartland et sa position centrale sont considérées comme un élément-clef dans le contrôle de l'Île Monde.
La question centrale était donc de s'interroger sur la manière de sécuriser le contrôle du Heartland. La question a pu sembler sans intérêts dans la mesure où l'Empire russe contrôlait la plupart de l'espace situé entre la Volga et l'est de la Sibérie depuis des siècles, mais à travers le XIXe siècle, les puissances de l'Europe de l'Ouest réussirent à prévenir les visées expansionnistes russes, notamment durant le Grand Jeu opposant les Empires britannique et russe en Asie. D'autre part, malgré son immensité, l'Empire russe demeurait socialement, politiquement et technologiquement en retard, mais Mackinder attachait une grande importance à la dimension sociale d'un espace.
Mackinder considérait que l'exercice d'une domination effective sur le Heartland par un seul pouvoir est difficilement réalisable dans la mesure où ce territoire est protégé par de puissantes défenses naturelles: au nord contre une domination maritime, grâce à la glace, et au sud, grâce aux montagnes et aux déserts.
En outre, Mackinder considérait que la domination du Heartland par un seul pouvoir est irréalisable du fait de l'inexistence de moyens de transports efficaces permettant d'assurer un flot constant de troupes.

## Postérité

### En Allemagne
Certains théoriciens allemands comme Karl Haushofer ont considéré cette théorie compatible avec la vision allemande en faveur du contrôle de la Mitteleuropa manifesté par le slogan Drang nach Osten (« Marche vers l'est »).
Le géographe Robert D. Kaplan, dans La Revanche de la géographie, publié en français en 2014, à partir de l'ouvrage de Robert Strausz-Hupé publié en 1942, étudie cet aspect dans son chapitre « La géopolitique au service des nazis » et montre comment Haushofer a utilisé Mackinder en inversant sa thèse. Alors que Mackinder « recommandait de constituer des États indépendants en Europe de l'Est », Haushofer appela à la conquête au nom du « Lebensraum » et rencontra Hitler en 1923 alors que ce dernier était en prison après l'échec de son putsch. Haushofer lui dispensa alors des cours de géopolitique. Le chapitre 14 de Mein Kampf, sur la politique étrangère du futur état nazi,, selon Robert D. Kaplan, a « sans doute été directement influencé par Karl Haushofer », p. 145-146.

### Guerre froide
Mackinder identifia le phénomène que certaines puissances occidentales au XXe siècle ont pu appeler le « cauchemar géopolitique », c'est-à-dire l'accession d'un contrôle total de l'Europe de l'Est par l'Allemagne (puis le Troisième Reich) ou l'Empire Russe (puis l'Union soviétique), en leur permettant d'exercer leur puissance sur l'Eurasie et leur prodiguant un énorme avantage stratégique. Cette théorie a ainsi fortement contribué au façonnement des stratégies occidentales durant la Guerre froide.

### Influences universitaires
On peut déceler l'influence de la théorie de Mackinder dans les travaux du géopolitologue Dimitri Kitsikis, notamment dans sa théorie de la région intermédiaire.
Cette théorie était toujours enseignée au début des années 2000 à la National Defence University (Fort MacNair, Washington, DC) au sein du War College et de l'Industrial College of the Armed Forces à toute l'élite américaine de la haute fonction publique (militaire et civils). Elle forme le cœur de la réflexion stratégique américaine: si les Américains ne veulent pas être marginalisés, ils doivent contrôler et dominer le Heartland (international Fellow de l'ICAF, 2000).

## Sources
- (en) Cet article est partiellement ou en totalité issu de l’article de Wikipédia en anglais intitulé « The Geographical Pivot of History » (voir la liste des auteurs).